# Hrabstwo Buchanan (Iowa)

Piramida wieku hrabstwa

Hrabstwo Buchanan (ang. Buchanan County) to hrabstwo w stanie Iowa w Stanach Zjednoczonych. Według szacunków US Census Bureau w roku 2006 liczyło 21 045 mieszkańców. Siedzibą władz hrabstwa jest miasto Independence.

## Miasta
| - Aurora - Brandon - Fairbank - Hazleton | - Independence - Jesup - Lamont - Quasqueton | - Rowley - Stanley - Winthrop |

## Gminy
| - Buffalo - Byron - Cono - Fairbank - Fremont - Hazleton | - Homer - Jefferson - Liberty - Madison - Middlefield - Newton | - Perry - Sumner - Washington - Westburg |

## Drogi główne
| - Interstate 380/Iowa Highway 27 - U.S. Route 20 - Iowa Highway 150 | - Iowa Highway 187 - Iowa Highway 281 |

## Sąsiednie hrabstwa
- Hrabstwo Clayton
- Hrabstwo Fayette
- Hrabstwo Delaware
- Hrabstwo Linn
- Hrabstwo Benton
- Hrabstwo Black Hawk
- Hrabstwo Bremer